# Now and Then (Van der Graaf Generator)
Now and Then è una raccolta dei Van der Graaf Generator e di Jackson, Banton, Evans pubblicata nel 1988 da Charisma Records in formato LP e CD.

## Il disco
La raccolta contiene due brani dei Van der Graaf Generator e 6 tracce realizzate dal progetto parallelo Jackson, Banton, Evans. Le canzoni provengono dagli album Time Vaults e Gentlemen Prefer Blues.

## Tracce
1. Saigon Roulette
2. The Liquidator
3. Gentleman Prefere Blues
4. The Main Slide
5. Tropic Of Conversation
6. Spooks
7. Tarzan
8. The Epilogue

## Formazione
- Peter Hammill: Voce, pianoforte, chitarra
- David Jackson: Sassofono, flauto, voce di supporto
- Hugh Banton: Tastiere, basso elettrico, voce di supporto
- Guy Evans: Batteria